# 埃奇蒙特帕克 (密西根州)
埃奇蒙特帕克（英語：Edgemont Park）是位於美國密西根州英厄姆縣蘭辛特設鎮區的一個普查規定居民點。

## 人口
根據2020年美國人口普查的數據，埃奇蒙特帕克的面積為2.15平方千米，當中陸地面積為2.15平方千米，而水域面積為0.00平方千米。當地共有人口2326人，而人口密度為每平方千米1,081.86人。